# Castell de Montpetit
El Castell de Montpetit és un edifici al terme municipal de Montagut i Oix (la Garrotxa) declarat bé cultural d'interès nacional. Hi ha dubtes respecte a la localització d'aquest castell. Alguns autors el situen al cim del Montpetit, on hi ha escasses restes constructives. Altres, però, el situen a prop de l'església de Sant Martí de Toralles, considerant que les restes que hom pot apreciar dalt del puig corresponen, per les seves mesures, a una antiga torre de guaita, on potser hi haurien destacats un nombre molt reduït d'homes. Les restes, però, haurien estat erròniament atribuïdes a un castell. Consultant les publicacions de Francesc Montsalvatge fetes a principis de segle xx trobem ubicat dalt del Montpetit el "castrum de Toraies", documentat en el s. XI. Cèsar August Torras, basant-se en l'historiador esmentat, escriu: "en un indret derivat del Montpetit, s'hi trobem les restes d'un castell senyorial, citat en documents medievals, conegut amb el nom de Torre de Castellar i pertanyent als comtes de Besalú. Segons la tradició hi havia existit un convent de monges". Ramon Grabolosa (any 1973): "El castell, bastant modest -que hi havia al cim del Montpetit- és una ruïna deplorable i insignificant. El s. XI, fou possessió dels comtes de Besalú, que són, possiblement, els qui l'edificaren. Des del segle xii, passà als comtes de Ba, i l'any 1698 encara pertanyia al comte de Montagut". Cal, però, tenir en compte que en el document del s. XI es va escriure: "apud castrum de Toraies, sive in ipsa sacraria..." el castell no hauria estat, per tant, dalt del Montpetit si no molt proper a l'església de Sant Martí.
L'any 1315 el comte Magaulin va jurar fidelitat al rei Jaume el Just per la possessió del Castell de Montagut (Montagut i Oix). Consta que l'any 1316 encara era seu juntament amb el de Mont-ros i Castellfollit. Cinc anys després, en el 1321, el comte se l'havia venut a Dalmau de Palol qui, en el 1335 se'l vendrà a Dalmau de La Miana. L'any 1463 el rei Jaume II el va incorporar a la corona. Poc després, el 1599, el rei Felip III va instituir el comtat de Montagut en la persona de Guerau de Cruïlles i de Santa Pau. El tercer comte de Montagut va deixar a la seva neboda Rafaela de Negrell i de Bas als seus descendents, els Marquesos d'Aguilar (senyors del castell d'Empordà) totes les seves possessions.